# AMD Hybrid Graphics
AMD Hybrid Graphics technology, es una marca colectiva de AMD para su línea Radeon de GPU discreta e integrada, que promueve un mayor rendimiento y productividad mientras ahorra el consumo de energía en las GPU.
La tecnología se aplicaba anteriormente a chipsets seleccionados de la serie de chipsets AMD 700 y la serie de chipsets AMD 800 únicamente.
La tecnología ATI Hybrid Graphics se anunció el 23 de enero de 2008 con las tarjetas de video serie Radeon HD 2400 y serie Radeon HD 3400 que admiten la funcionalidad de gráficos híbridos. Originalmente, ATI anunció que esta función solo sería compatible con Vista, pero en agosto de 2008 también incluyeron soporte en sus controladores de Windows XP. La arquitectura ha sido patentada por ATI. La generación anterior de Hybrid Crossfire combinó placas base 890GX o 880G (con Radeon HD4290 y HD 4250 respectivamente) de la serie de chipset AMD 800 con una tarjeta de video HD 5450, 5550, 5570 o 5670 Radeon de la serie Radeon HD 5000. La información más reciente sugiere que las APU AMD de la serie A6 y la serie A8 se pueden usar en Hybrid Crossfire (posteriormente, llamado "Gráficos duales") con tarjetas de video HD 6570 y HD 6670. Las APU Trinity A-series de segunda generación con capacidad gráfica dual, como A8-5500 y A10-5700, con GPU de la serie HD 7500/7600 y basadas en Socket FM2, se esperan para junio de 2012.

## Tecnologías

### Hybrid CrossFire / Hybrid CrossFireX / Dual Graphics
Hybrid CrossFireX es una tecnología que permite que el IGP, o procesador de gráficos integrado, y la GPU discreta, o unidad de procesamiento de gráficos, formen una configuración CrossFire para mejorar la capacidad del sistema para renderizar escenas 3D, mientras que la tecnología Hybrid CrossFire X está presente en el Los conjuntos de chips 790GX y 890G, con dos ranuras PCI-E x16 físicas suministradas con un ancho de banda x8, pueden formar una configuración Hybrid CrossFire X con dos tarjetas de video y el IGP, mejorando las capacidades de renderizado 3D.
Los resultados iniciales de rendimiento combinados con una tarjeta de video Radeon HD 2400 conducen a un aumento del rendimiento del 50 % con respecto al rendimiento independiente de Radeon HD 2400,  también estarán disponibles productos para portátiles. Se detectaron tres modos de operación de la siguiente manera:
| Modo | IGP a bordo | Tarjeta(s) de video PCI-E discreta(s) (incluidos los módulos AXIOM/MXM) |
| --- | ----------- | ----------------------------------------------------------------------- |
| Solo IGP a bordo | Sí          | No                                                                      |
| Modo discreto | No          | Sí                                                                      |
| Modo híbrido | Sí          | Sí                                                                      |
| Notas: Hybrid CrossFire X anteriormente solo estaba disponible en los conjuntos de chips 790GX, 780G, 760G, 785G y 880G y 890GX, pero ahora las APU AMD de la serie A6 y la serie A8 se pueden usar en configuraciones de "Gráficos duales" con tarjetas de video HD 6570 y HD 6670. |             |                                                                         |

Un problema notable es que cuando el IGP se combina con una tarjeta de video DirectX 10.1, toda la configuración híbrida de CrossFire admitirá solo hasta DirectX 10.0, y la UVD en IGP se cerrará. Sin embargo, el nuevo conjunto de chips 785G ha resuelto este problema y es compatible con DirectX 10.1.
A partir de 2012, parece que este "Hybrid CrossFireX" se llama "Dual Graphics". AMD afirma que, para una APU A8-3850 combinada con una tarjeta de video HD 6670, los gráficos duales duplican con creces el rendimiento (el punto de referencia aumentó en un 123 %) en comparación con la APU sola. Pero el rendimiento de una tarjeta de video independiente HD 6670 no parece ser mencionado o comparado. Sin embargo, la revista informática japonesa ASCII ha publicado gráficos que muestran mejoras valiosas para la combinación de A8-3850 con HD 6450, HD 6570 y HD 6670, al igual que Tom's Hardware y Hardware Canucks. Además, en este tema, hay ciertas combinaciones APU+GPU que solo funcionan en Directx 10 o superior, siendo los gráficos APU la GPU de renderizado predeterminada, en particular la serie A6/A8-3000 y HD 6490/7400.

### SurroundView
SurroundView es un término de marca/comercialización para la capacidad de controlar varios monitores disponibles en el conjunto de chips ATI RS480. Se pueden conectar como máximo cuatro monitores con una tarjeta gráfica discreta a los puertos de salida de video admitidos (uno a través de LVDS, es decir, un puerto HDMI o DVI-D y un puerto D-Sub), en "modo de escritorio extendido" o "clonar/ modo espejo/duplicado". El procesador de gráficos integrado y el procesador de gráficos discreto funcionan en paralelo para controlar varias pantallas. Por lo tanto, SurroundView es diferente de Hybrid CrossFireX.
El sucesor de SurroundView es AMD Eyefinity.

### PowerXpress
Disponible en los conjuntos de chips IGP móviles principales (AMD M780G y M690), la tecnología PowerXpress permite cambiar sin problemas de gráficos integrados (IGP) a gráficos discretos en portátiles cuando el portátil está conectado a la fuente de alimentación de CA para obtener mejores capacidades de representación 3D, y viceversa cuando desconectado de la fuente de alimentación para aumentar la duración de la batería. El proceso no requiere un reinicio del sistema como en el pasado y algunos actuales  implementaciones de portátiles, y cuenta con una interfaz de usuario dentro del controlador que puede perfilar las aplicaciones para que se ejecuten en GPU específicas. Además de eso, los modelos de GPU posteriores cuentan con un estado de ahorro de energía ultra bajo (ULPS) que desactiva completamente la GPU discreta cuando no está en uso, lo que ahorra aún más energía. Sin embargo, esta función resultó tener errores cuando se instalaron controladores inadecuados.
El soporte actual de Linux para esta función puede estar completo desde Catalyst 11.4 (controlador fglrx 8.840 o posterior) según un artículo de Phoronix. Actualmente, X.org no es compatible con la conmutación directa de tarjetas gráficas sin reiniciar el servidor X.
| Modo    | ¿Conectado a la corriente alterna? | IGP a bordo | AXIOMA /MXM discreto Módulo(s) de GPU | Configuración de energía predeterminada de PowerPlay |
| ------- | ---------------------------------- | ----------- | ------------------------------------- | ---------------------------------------------------- |
| Modo CA | Sí                                 | No          | Sí                                    | "Rendimiento máximo"                                 |
| Modo CC | No                                 | Sí          | No                                    | "Máxima vida de la batería"                          |

El nombre de la tecnología interna de AMD es PowerXpress
- PowerXpress v1 - v3.0, fueron marcados con el mismo nombre, "PowerXpress"
- PowerXpress v4.0, el nombre externo se renombra como "Dynamic Switchable Graphics" (DSG).[19][20]
- PowerXpress v5.0 - presente, DSG se renombra como "Enduro".[21]